# Birutė Galdikas
Compléments
Cofondatrice de la Fondation internationale des orangs-outans
Birutė Galdikas, née le 10 mai 1946 à Wiesbaden (Allemagne), est une primatologue canadienne spécialisée dans l'éthologie, l'écologie et l'évolution des orangs-outans, également engagée pour leur conservation.
Tout comme Jane Goodall et Dian Fossey, elle a commencé sa carrière sous la direction du primatologue kényan Louis Leakey. Elle est aujourd'hui professeure au sein de la faculté d'Environnement de l'Université Simon Fraser, une université publique située près de Vancouver. Elle est aussi présidente de l'Orangutan Foundation International (en) (OFI), une organisation de conservation qu'elle a cofondée. Elle a écrit plusieurs livres sur les orangs-outans.

## Débuts et formation
Birutė Marija Filomena Galdikas naît le 10 mai 1946 à Wiesbaden, capitale de la Hesse, en Allemagne. Ses parents sont des réfugiés lituaniens ayant fui l'annexion de leur pays par l'Union soviétique, Birutė naît alors qu'ils souhaitent rejoindre le Canada, dont elle obtient plus tard la nationalité. Lorsque Galdikas a 2 ans, la famille atteint enfin ce pays après que son père a signé un contrat pour travailler dans une mine d'extraction de cuivre au Québec. L'année suivante, ils déménagent à Toronto, où Birutė Galdikas grandit. Son père travaillait alors comme mineur et entrepreneur.
Enfant, la tête de Birutė était remplie de visions de forêts lointaines et de créatures exotiques. À l'âge de 6 ans, le premier livre emprunté à la bibliothèque publique de Toronto était un conte sur un homme au chapeau jaune et son petit singe malicieux nommé Georges le petit curieux (en). Galdikas a grandi et est allée à l'école à Toronto. En deuxième année d'école, elle avait déjà décidé de ce qu'elle voulait faire de sa vie : être exploratrice et scientifique.
Plus tard, elle fut captivée par les aventures narrées dans National Geographic, de Jane Goodall et Dian Fossey qui furent par la suite ses deux ainées. Birutė a deux frères et une sœur plus jeunes.
En 1962, la famille Galdikas déménage à Vancouver, puis dans le sud de la Californie. Galdikas s'inscrit alors à l'Université de Californie à Los Angeles (UCLA), où elle étudie la psychologie, l'archéologie et l'anthropologie. En 1966, elle obtient son baccalauréat universitaire en psychologie et en zoologie, conjointement décerné par l'UCLA et l'Université de la Colombie-Britannique. Elle a obtenu sa maîtrise en anthropologie à l'UCLA en 1969. Au cours de ses études supérieures à l'UCLA, Galdikas a rencontré le paléoanthropologue Louis Leakey, qu'elle a approché pour l'étude des orangs-outans dans leurs habitats naturels. Elle a mis pratiquement trois ans à le convaincre de l'aider sur sa thèse et enfin, Leakey et la National Geographic Society sont convenus d'établir un centre de recherche à Bornéo. Ses recherches sont devenues la base de ses études de doctorat qu'elle a obtenu en 1978.

## Étude des orangs-outangs
Galdikas est pionnière dans l'étude de l'orang-outan, un singe intelligent grand avec de longs bras et les cheveux rouges spectaculaires, originaire de parties de l'Indonésie et la Malaisie. Décidée à pénétrer dans le monde du singe rouge insaisissable, Galdikas a mis trois ans pour convaincre Louis Leakey, de l'aider à orchestrer son effort, malgré ses réserves initiales. En 1971, Galdikas et son époux, le photographe Rod Brindamour, arrivent dans la réserve de Tanjung Puting, au Bornéo indonésien. Galdikas devint donc le tiers d'un trio de femmes surnommées aussi les « angels » par Leakey pour étudier les proches parents de l'humanité, les autres grands singes, dans leur habitat naturel. Arrondissant le trio que Leakey a appelé Anges de Leakey, composé également de Jane Goodall, qui a étudié les chimpanzés, et Dian Fossey, qui a étudié les gorilles de montagne.
Leakey et la National Geographic Society ont aidé Galdikas à mettre sur pied son camp de recherche pour la conduite d'une étude de terrain sur les orangs-outans à Bornéo. Avant la décision fortuite de Leakey de nommer Galdikas comme troisième Trimate, l'orang-outan était beaucoup moins compris que les grands singes africains. Galdikas a continué à graver l'héritage de Leakey en augmentant considérablement la connaissance scientifique du comportement, de l'habitat et de l'alimentation de l'orang-outan.
Elle est considérée comme l'un des plus grands experts mondiaux du comportement des orangs-outans (éthologie),.
En 1971, à 25 ans, Birutė Galdikas débarque à Bornéo afin d'étudier sur le terrain, les orangs-outans dans un environnement de jungle extrêmement inhospitalier pour la plupart des Occidentaux. Galdikas a apporté de nombreuses contributions inestimables à la compréhension scientifique de la biodiversité de l'Indonésie et de la forêt tropicale dans son ensemble, tout en portant l'orang-outan à l'attention du reste du monde.
Notamment, avec le numéro de National Geographic d'octobre 1975 et la photo légendaire de Birutė portant un orang-outan.
À son arrivée à Bornéo, Galdikas s'installa dans une cabane primitive d'écorce et de chaume, sur un emplacement qu'elle baptisa "Camp Leakey", près du bord de la mer de Java. Une fois là-bas, elle rencontra de nombreux braconniers, des légions de sangsues et des essaims d'insectes carnivores. Pourtant, elle a persévéré à travers ses nombreux travaux pendant plus de 30 ans.
Galdikas est actuellement professeure à l'Université Simon Fraser à Burnaby, en Colombie-Britannique.

## Actions de conservation

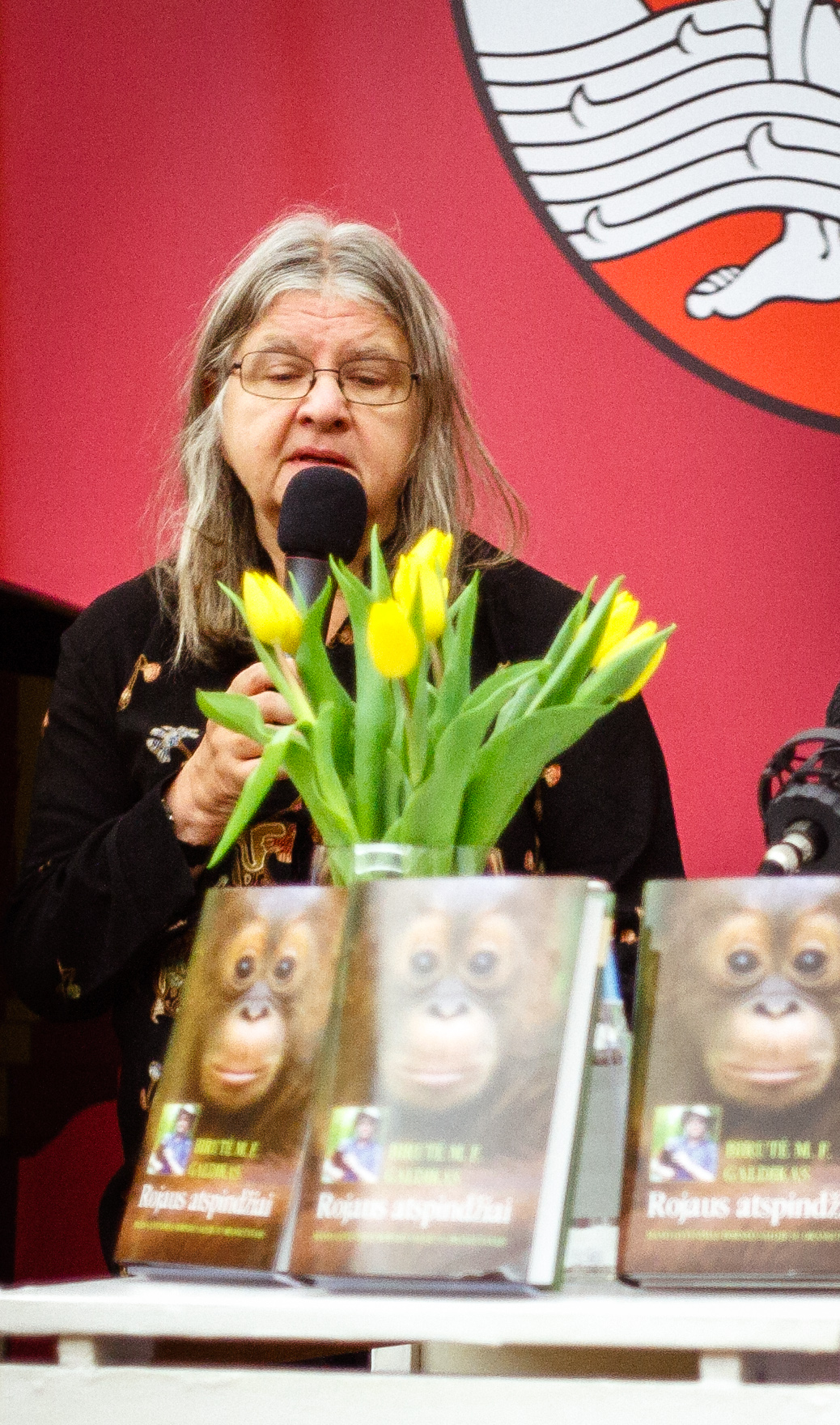
Birutė Galdikas présentant la traduction lituanienne de son livre Reflections of Eden, en 2012.

Elle devint une défenseuse acharnée des orangs-outans et de la préservation de leur habitat de la forêt tropicale, qui est rapidement dévasté par les bûcherons, les plantations d'huile de palme, les mineurs d'or et les conflagrations artificielles. En 1986, Birutė Galdikas crée la fondation Internationale des Orangs-outans (OFI). Grâce à sa fondation OFI, Birutė Galdikas mène de nombreuses actions pour sauver les orangs-outans et surtout leur habitat.
Les efforts de conservation de Galdikas se sont étendus bien au-delà du plaidoyer, en se concentrant principalement sur la réhabilitation des nombreux orangs-outans orphelins qui lui ont été confiés pour soins. Beaucoup de ces orphelins étaient autrefois des animaux de compagnie illégaux, avant de devenir trop intelligents et difficiles à manier par leurs propriétaires. Les efforts de réhabilitation de Galdikas par l'intermédiaire de la Fondation Orangutan International (OFI) incluent également la préservation de la forêt tropicale. Bien qu'un auteur canadien ait critiqué les méthodes de réadaptation à la fin des années 1990, les naissances régulières de nouveaux orangs-outans parmi les adultes réhabilités au Camp Leakey ont permis une des plus longues études continue de cette espèce[réf. nécessaire].
De mars 1996 à fin mars 1998, grâce à un décret spécial, Galdikas devient conseillère sénior sur les problèmes liés aux orangs-outans auprès du ministre indonésien des Forêts, Djamaloedin Soeryohadikoesoemo (id) (Cabinet de Développement VI (en)). 
Elle est remariée à un indonésien dayak, président tribal et codirecteur d'un programme consacré à l'orang-outan à Bornéo. Elle vit une partie de l'année près de Pangkalan Bun (en), sur l'île de Bornéo.
Elle a écrit plusieurs ouvrages, dont un mémoire en 1996 intitulé Reflections of Eden. Galdikas décrit ses expériences au Camp Leakey et ses efforts pour réhabiliter les ex-captifs orangs-outans et les libérer dans la forêt tropicale de Bornéo.
Birutė Galdikas joue dans le documentaire Born to Be Wild, sorti en avril 2011. Elle a également participé aux documentaires Nature (documentaire de la série télévisée 2005), Life and Times (en) (documentaire de la série télévisée, 1996), 30 Years of National Geographic Specials (documentaire télévisé, 1995), Orangs-outans: Grapping the Last Branch (documentaire, 1989) et The Last Trimate (documentaire télévisé, 2008).
Birutė Galdikas incrimine nettement l'huile de palme comme étant la cause de la destructions de l'habitat des orangs-outans. Elle souhaite ardemment alerter les civilisations occidentales sur les effets néfastes sur ces grands singes de la consommation d'huile de palme dans les produits de consommation courantes.
Birutė Baldikas est présidente d'honneur de la Ligue de protection des orangs-outans.

## Publications

### Grand public
- (en) Birutė Galdikas (photogr. Karl Ammann), Great ape odyssey, Harry N. Abrams, 2005, 144 p. (ISBN 978-0-8109-5575-2)
- (en) Birutė Galdikas et Nancy Briggs (photogr. Karl Ammann), Orangutan Odyssey, Harry N. Abrams, 1999, 144 p. (ISBN 978-0-8109-3694-2)
- (en) Birutė Galdikas, Reflections of Eden : My Years with the Orangutans of Borneo, Back Bay Books, 1996, 432 p. (ISBN 978-0-316-30186-2)
  - Birutė Galdikas (trad. Sylvaine Charlet), Souvenirs d'Eden : Ma vie avec les orangs-outangs de Bornéo, Belfond, 1997, 443 p. (ISBN 978-2-7144-3489-0)
- (en) Birutė Galdikas, « Living with orangutans », National Geographic, vol. 157, no 6,‎ 1980, p. 830-853
- (en) Birutė Galdikas, « Orangutans: Indonesia’s People of the Forest », National Geographic, vol. 148, no 4,‎ 1975, p. 444-472

### Scientifiques
Quelques-unes de ses publications scientifiques les plus citées sont listées ici :
- (en) Carel P. van Schaik, Marc Ancrenaz, Gwendolyn Borgen, Birute Galdikas, Cheryl D. Knott, Ian Singleton, Akira Suzuki, Sri Suci Utami, Michelle Merrill, « Orangutan cultures and the evolution of material culture », Science, vol. 299, no 5603,‎ 2003, p. 102-105
- (en) Russon, A. E. et Galdikas, B., « Imitation in free-ranging rehabilitant orangutans (Pongo pygmaeus) », Journal of Comparative Psychology, vol. 2, no 107,‎ 1993, vol. 107, no 2, p. 147 (lire en ligne)
- (en) Galdikas, B. M. et Wood, J. W., « Birth spacing patterns in humans and apes », American Journal of Physical Anthropology, vol. 83, no 2,‎ 1990, p. 185-191 (lire en ligne)
- (en) Galdikas, « Orangutan diet, range, and activity at Tanjung Puting, Central Borneo. », International Journal of Primatology, vol. 9, no 1,‎ 1988, p. 1-35 (lire en ligne)

## Distinctions
- Clé de la ville de Las Vegas en 2009,
- Kalpataru (id) 1997, prix remis par l’État indonésien, en reconnaissance des services rendus pour la préservation de l'environnement,
- Tyler Prize for Environmental Achievement 1997, remis par l'université du Sud de la Californie, en reconnaissance de ses apports en science de l'environnement,
- Officier de l'Ordre du Canada, depuis 1995,
- Palmarès mondial des 500, en 1992, remis par le Programme des Nations unies pour l'environnement,
- Chico Mendes Award 1992, remis par le Sierra Club
- Eddie Bauer Hero for the Earth - Eddie Bauer Heros pour la Terre en 1991,
- Queen Elizabeth II Commemorative Medal (Canada) 1991,
- PETA Humanitarian Award - Prix PETA des Humanitaires en 1990.
- Institute of Human Origins Science Award,[Quand ?]
- Pride of Lithuania Award - Prix de Fierté de la Lituanie[Quand ?]
- Gold Medal for Conservation, Chester Zoological Society (RU)[Quand ?]
- Explorer and Leadership Award, Royal Geographic Society of Spain[Quand ?]
- Queen Elizabeth II Jubilee Medal (Canada)[Quand ?]
- Satya Lencana Pembangunan Medal (Indonésie)[Quand ?]

## Documentaires et hommages
- 2002 : film « Biruté Galdikas, passion Orang-Outans », co-réalisé par Natasha Calestrémé et Bruno Vienne[16]